# レニエ4世 (エノー伯)
レニエ4世（フランス語：Régnier IV, 947年以降 - 1013年）は、短期間エノー伯であったが（在位：973年 - 974年）、神聖ローマ皇帝オットー1世の寵愛を失った。998年にモンス伯領を獲得した。

## 生涯
958年に父レニエ3世がボヘミアに追放され、家族がフランスへ逃亡した時、レニエ4世はまだ未成年であった。973年、弟ランベールとともにモンス伯ルノーとヴァラシエンヌ伯ガルニエの兄弟を攻撃して2人をペロンヌで殺害し、エノーの占領を開始した。しかし皇帝オットー2世に撃退された。
976年、西フランク王ロテールの弟シャルルの支援を受けて、再びエノー攻略を開始したが、新たにエノー伯となったヴェルダン伯ゴットフリート1世およびヴァラシエンヌ伯アルノーと対立したが、4月19日にモンスで敗北した。
事態を改善するため、オットー2世は978年にシャルルに下ロートリンゲン公位を、レニエ4世に父レニエ3世が保持していた領地の一部を与えた。しかしレニエ4世は、998年にゴットフリート1世が亡くなるまでモンス伯領を手に入れることができなかった。

## 結婚と子女
996年ごろにフランス王ユーグ・カペーとアデライード・ダキテーヌの娘エドヴィジュと結婚した。2人の間には以下の子女が生まれた。
- レニエ5世（996年頃 - 1039年） - エノー伯
- ベアトリス - ルシー伯エブル1世（1033年没）と結婚（1021年以前に離婚）、ランスのヴィダム（英語版）（司教代理）マナセ・カルヴァ・アシーナ・ド・ラムリュプト（モンディディエ家）と結婚